# Болотник болотный
Боло́тник боло́тный (лат. Callitriche palustris) — типовой вид рода Болотник (лат. Callitriche) семейства Подорожниковые (лат. Plantaginaceae).

## Ботаническое описание

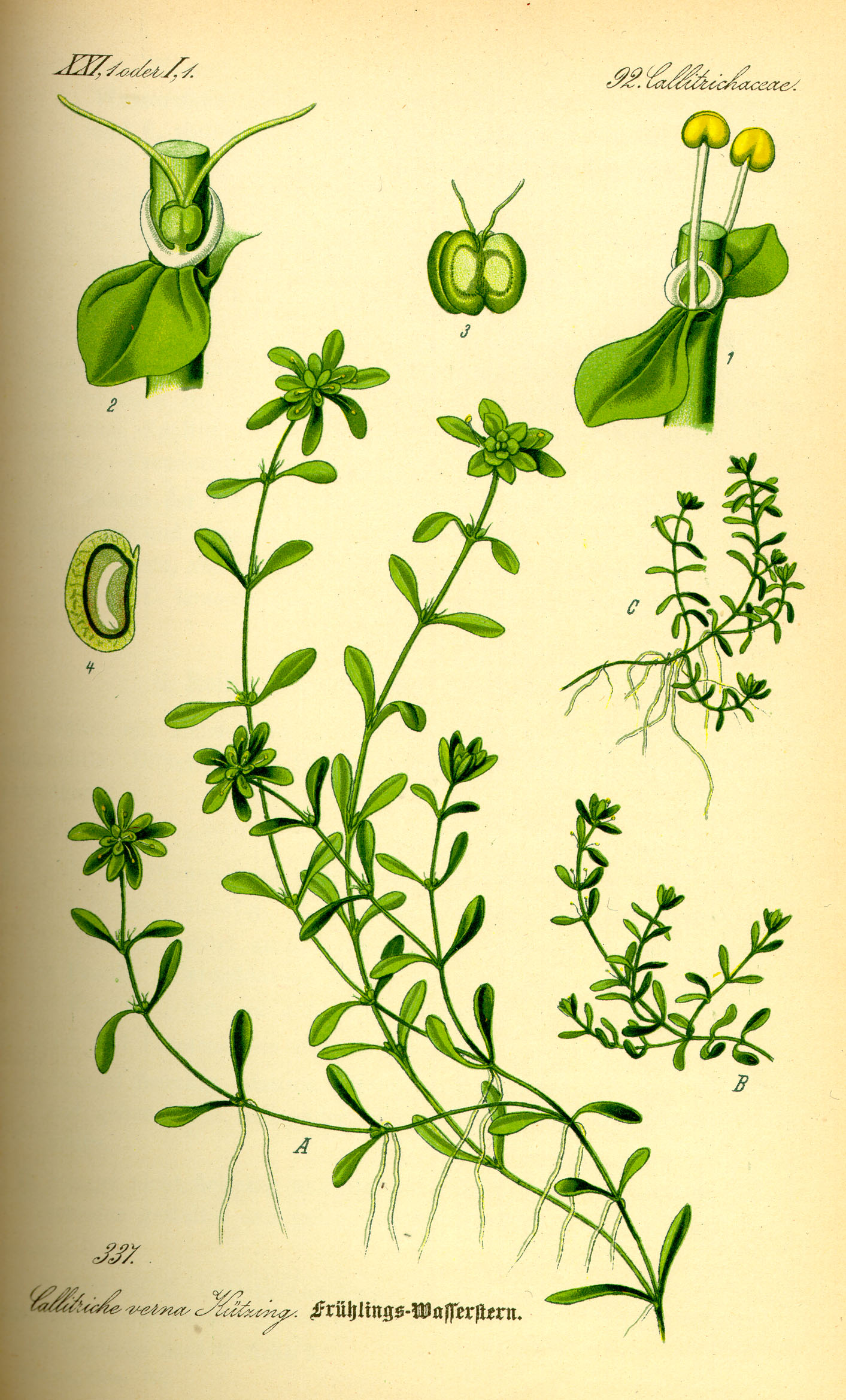

Многолетнее травянистое водное растение, формирующее плавучие листовые розетки. Кроме того, этот вид может расти как наземная форма, стелющаяся по прибрежному илу, длиной до 40 см. Цветки мелкие, тычинки достигают длины всего лишь 5 мм. Цветение с апреля по сентябрь. Опыление ветром (анемофилия). Плоды не держатся на поверхности воды.

## Ареал и местообитание
Болотник болотный произрастает по всей Европе, в Северной Африке, умеренных регионах Азии и Северной Америке. Обитает только в стоячих или медленнотекущих водах. Предпочитает озёра и пруды, живя на глубине около 30 см. Растение хорошо приспособлено к колебаниям уровня воды. С его понижением раньше полностью погружённые в воду растения могут перейти в наземные формы, изменяя при этом форму листовых пластинок. Они образуют плавучие листья из разных частей растения, достигающие поверхности воды. Такие листовые розетки имеют звёздчатую форму. Подводные листья у́же, чем наземные листья, более крупные и прилегающие близко к стеблю.

## Классификация

### Таксономия[1]
Callitriche palustris L., 1753, Sp. Pl. : 969
Вид Болотник болотный относится к роду Болотник (Callitriche) семейства Подорожниковые (Plantaginaceae) порядка Ясноткоцветные (Lamiales). Кладограмма в соответствии с Системой APG IV по состоянию на июнь 2023 года:
|  |                                      |  |                                   |                                   |                          |  | ещё 23 семейства | ещё 23 семейства |                   |  |                          |  | еще 77 подтвержденных видов и 12 видов, ожидающих подтверждения | еще 77 подтвержденных видов и 12 видов, ожидающих подтверждения |  |
|  |                                      |  |                                   |                                   |                          |  | ещё 23 семейства | ещё 23 семейства |                   |  |                          |  | еще 77 подтвержденных видов и 12 видов, ожидающих подтверждения | еще 77 подтвержденных видов и 12 видов, ожидающих подтверждения |  |
|  |                                      |  |                                   | порядок Ясноткоцветные            |                          |  |                  |                  | род Болотник      |  |                          |  |                                                                 |                                                                 |  |
|  |                                      |  |                                   | порядок Ясноткоцветные            |                          |  |                  |                  | род Болотник      |  | 6 внутривидовых таксонов |  |                                                                 |                                                                 |  |
|  | отдел Цветковые, или Покрытосеменные |  |                                   |                                   | семейство Подорожниковые |  |                  |                  | Болотник болотный |  |                          |  |                                                                 |                                                                 |  |
|  | отдел Цветковые, или Покрытосеменные |  |                                   |                                   |                          |  |                  |                  |                   |  |                          |  |                                                                 |                                                                 |  |
|  |                                      |  | ещё 63 порядка цветковых растений | ещё 63 порядка цветковых растений |                          |  |                  | ещё 105 родов    | ещё 105 родов     |  |                          |  |                                                                 |                                                                 |  |
|  |                                      |  |                                   | ещё 63 порядка цветковых растений |                          |  |                  |                  | ещё 105 родов     |  |                          |  |                                                                 |                                                                 |  |

### Внутривидовые таксоны
- Callitriche palustris var. elegans (Petrov) Y.L.Chang
- Callitriche palustris var. megalata Lansdown
- Callitriche palustris var. oryzetorum (Petrov) Lansdown
- Callitriche palustris subsp. palustris
- Callitriche palustris var. strumosa Lansdown
- Callitriche palustris subsp. subanceps (Petrov) Kuvaev

### Синонимы
- Callitriche androgyna  L.
- Callitriche fontana  Scop.
- Callitriche minima  (L.)  Hoppe
- Callitriche palustris var. minima  L.
- Callitriche palustris var. palustris  –
- Callitriche sessilis var. minima  (L.)  Mérat
- Callitriche verna f. fontana  Soó
- Callitriche verna f. minima  (L.)  Beger
- Callitriche verna subvar. minima  (L.)  Nyman
- Callitriche verna var. cespitosa  (Schultz)  Rchb.
- Callitriche verna var. fontana  Rchb.
- Callitriche verna var. leptophylla  Wimm.  &  Grab.
- Callitriche verna var. minima  (L.)  Dumort.
- Callitriche verna var. minima  (L.)  Hartm.
- Callitriche verna var. stellata  (Hoppe)  Kütz.
- Callitriche verna var. stellata  (Hoppe)  Rchb.
- Callitriche vernalis var. minima  (L.)  Lange
- Stellaria palustris  (L.)  Kuntze
- Stellaria palustris f. minima  (L.)  Kuntze